# 岩手県道38号大船渡広田陸前高田線
岩手県道38号大船渡広田陸前高田線（いわてけんどう38ごう おおふなとひろたりくぜんたかたせん）は、岩手県大船渡市から陸前高田市へ至る県道（主要地方道）である。

## 概要
広田半島の先で8の字型に1周し、陸前高田市の広田町から小友町にかけてはバイパスが開通してルートが2重になっている。

### 路線データ
- 実延長：28,090.6 m
- 起点：大船渡市大船渡町字丸森（国道45号交点）
- 終点：陸前高田市米崎町字沼田（国道45号・県道141号交点）
（※ 新道終点：陸前高田市米崎町字樋の口（国道45号交点））

## 歴史
- 1993年（平成5年）5月11日 - 大船渡陸前高田線の一部と広田半島線が、大船渡広田陸前高田線として旧建設省から主要地方道の指定を受ける[1]。
- 1994年（平成6年）3月15日 - 大船渡広田陸前高田線として県道に認定される。
- 1999年（平成11年） - 仁田山トンネルが開通する。
- 2006年（平成18年）9月22日 - 小友工区の国道45号から約2kmの区間が部分開通する。
- 2010年（平成20年）3月25日 - 小友工区の約4.2kmが全面開通する。
- 2011年（平成23年）3月11日 - 東日本大震災。一部区間が被災し、復興事業の過程で浸水区域を避ける新ルートの敷設が検討される。
- 2016年（平成28年）9月29日 - 新ルートの一部である花貝工区(1.1km)が開通。
- 2018年（平成30年）3月16日 - 小友工区(1.5km)、大陽工区(1.54km)が開通。
- 2020年（令和2年）8月7日 - 久保～泊工区(2.5km)が開通。これに伴い震災後に整備された４工区（延長計約6.5km）は全て開通となった。

## 地理

### 通過する自治体
- 大船渡市
- 陸前高田市

### 交差する道路
- 国道45号・E45 三陸沿岸道路（大船渡三陸道路） 大船渡碁石海岸IC（大船渡市大船渡町字丸森）
- 岩手県道275号碁石海岸線（大船渡市末崎町字細浦）
※ 県道38号同士が交わる交差点が陸前高田市広田町字大久保にある（4方向どれも県道38号）。
- 国道45号・岩手県道141号陸前高田停車場線（陸前高田市米崎町字沼田）